# Where Have You Gone (Anywhere)
Where Have You Gone (Anywhere) is een nummer van het Nederlandse dj-duo Lucas & Steve uit 2018. Het is de eerste single van hun debuutalbum Letters to Remember.
"Where Have You Gone" is een vocale bewerking van "Anywhere", een eerder uitgebracht instrumentaal nummer van Lucas & Steve. De intro en de outro kennen invloeden uit de countrymuziek. Het nummer werd een hit in Nederland. Het was in de week van 6 oktober 2018 Dancesmash op Radio 538 en haalde de 19e positie in de Nederlandse Top 40. In Vlaanderen moest de plaat het echter met een 12e positie in de Tipparade stellen.